# Nikolaj II. Ruski
Nikolaj II. Ruski, ruski monarh, * 18. maj 1868 Puškin, Ruski imperij † 17. julij 1918 Jekaterinburg, Sovjetska Rusija.
Bil je zadnji cesar Ruskega carstva, kralj Poljske in veliki vojvoda Finske. Vladal je od leta 1894 do prisilnega sestopa z oblasti leta 1917. Rojen je bil v Aleksandrijskem dvorcu v Sankt Peterburgu. Bil je sin Marije Fjodorovne, rojene Dagmar, princese Danske in očeta, carja Aleksandra III.
Nikolaj je imel odlično izobrazbo in je verjetno bil najbolj izobražen evropski vladar svojega časa. Nikolaj je odraščal izolirano v krogu svoje družine in je dozorel zelo pozno. Vedno je bil nezaupljiv, tako do sebe kot do drugih. Zelo malo je imel stika z ljudmi in življenja navadnih prebivalcev sploh ni poznal. Prav tako ni imel skoraj nobenega stika z rusko inteligenco in umetnostno srenjo, kar je verjetno botrovalo temu, da je imel izredno ozke vrednote, kot so čast, služenje in tradicija, kar ga je oviralo kasneje, ko je prevzel prestol in postal car.
Kot carjevič (prestolonaslednik) je Nikolaj postal polkovnik v cesarski gardi. Zelo rad je imel vojsko in vedno je v sebi videl vojaka. Vojaška leta so pustila neizbrisen pečat v njegovem značaju in navadah. Tudi njegovi najboljši prijatelji so bili iz časov, ko je bil mladi oficir. To so bila tudi njegova najsrečnejša leta, ko je bil njegov oče še relativno mlad in mu ni bilo treba skrbeti za državo.
V času služenja vojske je spoznal tudi mlado plesalko iz cesarskega baleta, Matildo Kšesinsko, ki je postala njegova prva resna zveza. Toda kmalu zatem je že spoznal svojo bodočo ženo, nemško princeso Aleksandro Hessensko, ki je prestopila v pravoslavno vero in se prekrstila v Aleksandro Fjodorovno. Uradno sta bila zaročena leta 1893. Leta 1894 je umrl njegov oče, car Aleksander III. v carski letni rezidenci Livadija na Krimu.
Nikolaj je menil, da ni sposoben vladati. Zavedal se je, da je naloga vladati Rusiji večja od njegovih sposobnosti in izkušenj. A kljub temu je menil, da je božja usoda tako odločila.
Kmalu po kronanju je car ugotovil, da lahko zaupa le malo ljudem, zato je začel iskati svet pri svoji ženi in pri izbranih prijateljih. Z družino ni živel v Zimskem dvorcu (Ermitažu), temveč v Aleksandrijskem dvorcu, njegova obmorska rezidenca pa je bil dvorec Peterhof. Nikoli ni hotel imeti tajnika, pomagal mu je zgolj carski pribočnik. Rad je imel glasbo, posebno Wagnerjevo Tristana in Izoldo.

## Pogled na carja z druge strani
Nekoliko drugačen pogled na Nikolaja kot osebo in vladarja ponuja, morda nekoliko nenavadno, Lev Trocki v svoji knjigi »Zgodovina ruske revolucije« (1930). Njegova pripoved je ena izmed redkih poglobljenih analiz časovnega sopotnika carja in njegove vladavine.
"Nikolaj II. od svojih prednikov ni podedoval zgolj ogromnega imperija, temveč tudi revolucijo. Njegovi predniki ga niso obdarili s sposobnostjo vladati cesarstvu, niti ne s sposobnostjo vladati kateri izmed provinc ali mestu. Proti zgodovinskemu valu, ki se je z dneva v dan bolj in bolj približeval vratom njegove palače, je zadnji Romanov odgovoril z nerazumljivo brezbrižnostjo. Izgledalo je, kakor da bi med njegovo zavestjo in časom, v katerem je živel, obstajala prozorna, a povsem neprebojna stena.
Ljudje, ki so obdajali carja so se po revoluciji pogosto spominjali, da je v obdobjoih kriz in napetosti, edini ohranil mirno kri; naj si je šlo za vdajo Port Arthurja in potopitev ladjevja pri Tsu-šimi-ju ali deset let kasneje, v času umika ruske vojske iz Galicije, in dve leti zatem v zadnjih dneh pred njegovim sestopom s prestola. Kot vedno, je tudi takrat spraševal koliko verst (dolžinska mera) je prepotoval po Rusiji, se spominjal preteklih izhodov na lov, anekdot z uradnih sprejemov in se sploh zanimal za nepomembne malenkosti vsakdanjega življenja, medtem ko je nad njim bliskalo in grmelo. »Kaj je to,« je vprašal eden izmed njegovih generalov, »izjemen, skoraj nedojemljiv samonadzor, produkt vzreje, skoraj nepredstavljive vere v božjo usodo? Ali morda nezadostna zavest?« V tem vprašanju je skrita več kot polovica odgovora. Tako imenovane carjeve »vzreje«, njegove sposobnosti samonadzora v najbolj nenavadnih okoliščinah, ni mogoče razložiti zgolj kot posledico zunanjega treninga; njegovo bistvo je v notranji brezbrižnosti, duhovni revščini, šibkosti impulzov volje. Ta maska brezbrižnosti, ki so ji v določenih krogih rekli vzgoja, je bila sestavni del Nikolajeve narave že ob njegovem rojstvu."

## Odnosi z dumo
Nikolajevi odnosi z dumo niso bili dobri. Prva duma, v kateri so imeli večino kadeti, se je z njim takoj zapletla v nesoglasja. Čeprav je imel Nikolaj v začetku dober odnos s sorazmerno liberalnim predsednikom vlade Sergejem Wittejem, mu Aleksandra ni zaupala, in ko so se politične razmere pričele slabšati, je Nikolaj dumo razpustil. Witte, ki ni razumel dozdevno nepremostljivih težav pri reformiranju Rusije in monarhije je v pismu, naslovljenem na carja Nikolaja II., z dne 14. aprila 1906, odstopil, čeprav nekateri trdijo, da ga je car v to prisilil. Nikolaj je Witteja 22. aprila istega leta odlikoval z viteškim redom svetega Aleksandra Nevskega.  
Ko je tudi druga duma zašla v podobne težave, jo je razpustil kar sam predsednik vlade Pjotr Stolipin, ki ga je Witte opisal kot 'nazadnjaškega'. Stolipin je tudi spremenil volilne zakone, ki so prihodnjim dumam vlili nekoliko bolj konzervativno vsebino. Tako je zavladala Stranka liberalnih konzervativcev - oktobrska stranka, ki jo je vodil Aleksander Gučkov. Stolipin, ki je bil spreten politik, je imel ambiciozne reformne načrte. Nižjim slojem je hotel omogočiti dostop do kreditov, s katerimi bi lahko kupili zemljo, kar bi omogočilo vzpon carju lojalnega kmečkega razreda. Njegove načrte so preprečili konzervativci na sodišču, ki so imeli več vpliva pri carju. Ko je 18. septembra 1911 v Kijevskem gledališču judovski študent Dimitrij Bogrov ubil Stolipin, sta s carjem komaj spregovorila besedo in njegov padec je bil že dolgo pričakovan.

## Prva svetovna vojna
Ko je Gavrilo Princip, član srbske nacionalistične organizacije, imenovane Mlada Bosna, 28. junija 1914 ubil avstrijskega prestolonaslednika Franca Ferdinanda, je Nikolaj v tem videl Rusko prekletstvo. Rusija je Srbiji izdala protekcijske deklaracije. Nikolaj ni hotel Srbije prepustiti Avstro-Ogrski, niti zanetiti splošne vojne. V pismih, ki sta jih izmenjala z nemškim cesarjem sta se oba zavzela za mirno rešitev spora, a pri tem je vsaki izmed njiju poskušal drugega ukloniti. Nikolaj je v zvezi s tem naredil konkretne korake in zahteval mobilizacijo ruske vojske zgolj proti avstrijski meji, z namero preprečiti vojno z Nemčijo. A bilo je prepozno, da bi lahko osebna pisma določila potek dogodkov. 31. julija 1914 je moral Nikolaj, tudi zaradi zunanjega političnega pritiska in vojaškega pritiska doma, potrditi zahtevo za splošno mobilizacijo. Ker sta Avstroogrska in Nemško cesarstvo imeli vzajemni pogodbi o vojaški zaščiti, je to avtomatično sprožilo nemško splošno mobilizacijo in objavo vojne ter izbruh Prve svetovne vojne 1. avgusta 1914, ki je Rusijo doletela nepripravljeno. Kljub temu je bil takoj izdan ukaz za takojšen napad na nemško provinco Vzhodna Prusija. Nemci so mobilizirali fante zelo temeljito, tako da je Nemška vojska povsem premagala obe Ruski armadi, ki sta jo napadli. Kljub temu, je Ruska armada imela kasneje vidne uspehe v boju proti avstroogrski in otomanski armadi.     
Postopoma se je vojna premaknila na prostrano Vzhodno fronto, kjer so se morali Rusi soočiti z združeno močjo Avstroogrske in Nemčije in kjer so doživeli uničujoče izgube. Nikolaj je menil, da bo njegova osebna navzočnost vzpodbudila njegove vojake in zato osebno prevzel vodenje svoje vojske. Prevzel je položaj vrhovnega poveljnika, potem ko je (septembra 1915), z njega odstranil svojega bratranca, uglednega in izkušenega Nikolaja Nikolajeviča, ko je slednji izgubil Rusko kraljestvo Poljske.  
Ker je bil Nikolaj na fronti, se je z notranjimi zadevami v bistvu ukvarjala Aleksandra. A ker je bila Nemka, ni bila priljubljena. Ob tem je Duma neprenehoma zahtevala politične reforme. Politična nestabilnost se je nadaljevala tudi med vojno. Ker je bil Nikolaj odrezan od javnega mnenja, ni razumel, kako nezaupljivi so postali navadni ljudje do njegove žene, ki je bila tudi tarča uničujočih govoric o njeni odvisnosti od sibirskega mistika Grigorija Rasputina. Nikolaj je zavrnil možnost cenzure tiska, zato so časopisi skoraj vsakodnevno objavljali govorice in obtožbe o Aleksandri in Rasputinu. Jeza nad uničujočim vplivom Rasputina na moralo vojakov na fronti in ljudi doma, je vodila do njegovega umora, ki ga je 16. decembra 1916 izvedel princ Feliks Jusupov s skupino plemičev v kleti svoje palače.

## Sestop z oblasti
Ker carska vlada ni mogla zagotoviti gospodarskega razvoja in kvalitetne oskrbe prebivalstva v času vojne, je prihajalo do vse pogostejših uporov in razraščanja revščine in bede. Ker tudi vojska do junija leta 1916 ni zabeležila vidnejših uspehov, je v Sankt Peterburgu začelo prihajati do stavk in oboroženih napadov. Ker je bil Nikolaj na fronti, je v prestolnici umanjkalo vodstvo, ki bi zatrlo upore in umirilo ljudi. Carica Aleksandra je vodila vlado iz Moskve od leta 1915, skupaj z Rasputinom, dokler ga niso umorili. 
Sankt Peterburg so zato dnevno pretresale stavke in zborovanja upornih vojakov. Ob koncu »Februarske revolucije« leta 1917 (februar po starem ruskem koledarju), 2. marca (po julijanskem koledarju) ali 15. marca gregorijanskem koledarju, so carja Nikolaja II. prisilili k odstopu s prestola. V ta nemen je podpisal naslednjo odstopno izjavo, v kateri je prestol odstopil v svojem imenu in v imenu svojega sina carjeviča Alekseja svojemu bratu, velikemu knezu Mihaelu Aleksandroviču. A Mihael je zavrnil  prestol, s čimer je le-ta postal prazen in je čakal na odločitev oz. določitev naslednjega vladarja s strani predstavnikov ljudstva.    
Odstopna izjava carja Nikolaja II.
V dneh velikih bojev proti tujim sovražnikom, ki že skoraj tri leta poskušajo zasužnjiti našo domovino, se je Gospod Bog odločil postaviti Rusijo pred novo težko preizkušnjo. Tudi notranji pretresi nam grozijo z uničujočimi posledicami v še vedno trajajoči vojni. Usoda Rusije, čast naše junaške vojske, dobrobit ljudi in  prihodnost naše ljubljene domovine zahtevajo, da privedemo vojno do zmagovitega konca, ne glede na ceno. Kruti sovražnik vlaga svoje zadnje napore in že se bliža ura, ko ga bo naša veličastna vojska, skupaj z našimi trdnimi zavezniki, zdrobila.
V teh odločilnih dneh življenja Rusije, Smo menili, da je Naša zavestna dolžnost omogočiti Našim ljudem kar se da trdno zvezo med njimi samimi in konsolidacijo vseh narodnih sil, ki bosta omogočili hitro dosego zmage. V soglasju s Carsko Dumo smo menili, da se je najbolje odpovedati prestolu Ruskega imperija in odstopiti z oblasti. Ker se Mi ne želimo ločiti od našega ljubljenega sina, predajamo prestol našemu bratu, velikemu knezu Mihaelu Aleksandroviču in mu podeljujemo Naš blagoslov ob prevzemu prestola Ruskega cesarstva. Našemu bratu naročamo, da vodi državne zadeve v polni in neprekinjeni zvezi s predstavniki ljudi in zakonodajnimi organi, po načelih, ki jih bodo postavili oni in na katerih bo izrekel svojo zaprisego. V imenu Naše vroče ljubljene domovine, naročamo Našim vernim sinom domovine, da izpolnijo svojo sveto dolžnost do domovine, da ubogajo carja v težkih trenutkih državnih preizkušenj in mu pomagajo, skupaj s predtavniki ljudi, da vodijo Ruski imeprij na pota zmage, blaginje in slave. Naj Gospod Bog pomaga Rusiji!
Kraj Pskov
2. marca ob 15 uri 5 min. 1917 leta.
Nikolaj.
Minister carskega dvora
General-polkovnik Grof Frederiks. 

## Izgon
Provizorična vlada v Sankt Peterburgu, ki jo je vodil Aleksander Kerenski (1881–1970) je carja Nikolaja, njegovo ženo Aleksandro in njihove otroke najprej zadrževala na njihovem domu, v Aleksandrijski palači v Carskem selu, oddaljenem 20 kilometrov od Sankt Peterburga. Da bi jih odstranili od morebitnih težav in napadov, se je vlada Kerenskega odločila za premestitev carske družine na vzhod, v sibirski Tobolsk avgusta 1917, kjer so ostali v času Oktobrske revolucije. Po njej so jih premestili v Jekaterinburg, ki je bil pod nadzorom Rdeče armade in Boljševikov. Bili so zaprti v hiši trgovca Ipatieva, ki jo je dal v sedemdesetih letih dvajsetega stoletja porušiti upravnik tamkajšnje pokrajine in kasnejši prvi ruski predsednik Boris Nikolajevič Jelcin.

## Umor
Kmalu po premestitvi carske družine v Jekaterinburg so jih Leninovi boljševiki 17. julija 1918 umorili. O dogodkih v noči iz 16. na 17. julij obstajata dve temeljni in najbolj verodostojni poročili, in sicer poročilo eksekutorja Jurovskega in poročilo sodnika Sokolova. 
V zvezi z eksekucijo so se pojavljala številna ugibanja, vključno s tem, ali so bili umorjeni vsi člani carske družine. Tudi boljševiki so sami sprva zatrjevali, da so umorili zgolj Nikolaja, druge člane družine pa predhodno premestili na drugi kraj. 
Leta 1989 je bilo objavljeno poročilo vodilnega eksekutorja Jakova Jurovskega, ki je kot prvi ustrelil carja, in ki govori o tem, kaj se je dogajalo tiste noči. Poročilo v angleščini je možno prebrati  tukaj. Po tem poročilu so je mestu bližala Češka legija med svojim umikom iz Rusije. V bojazni, da jih bodo Čehi premagali in osvobodili carja in njegovo družino, so se Boljševiki odločili za takojšnjo usmrtitev, z utemeljitvijo, da »ni poti nazaj«. Dovoljenje je dal Vrhovni sovjet (Vrhovni svet) v Moskvi po telegramu. Pod dovoljenje VS je bil podpisan Jakob Sverdlov, po katerem so mesto Jekaterinburg kasneje tudi poimenovali. 
Trupla carja Nikolaja in njegove družine so po usmrtitvi namočili v kislino, zažgali ter vrgli v zapuščen jašek, a jih je naslednje jutro Jurovski ponovno izvlekel zaradi širjenja govoric o umoru in mestu pokopa. Ker se je tovornjak, s katerim so trupla premeščali na novo mesto pokopa na poti pokvaril, jih je dal Jurovski pokopati ob poti, v zaprto in zakrito votlino ob Koptijakovi cesti, 16 kilometrov iz Jekaterinburga.
Toda že veliko pred objavo poročila Jurovskega, natančneje leta 1920, je na dan prišlo poročilo o umoru carja in njegove družine. V času državljanske vojne je namreč mesto zavzela Bela armada in magistrat Sokolov je bil pooblaščen, da razišče umor carske družine. Po padcu vlade Aleksandra Kolčaka, leta 1920 je Sokolovo poročilo prišlo v roke nekdanjega carjevičevega učitelja, Francoza Gillarda, ki je vsebino objavil v svoji knjigi Tragična usoda Nikolaja II.
Iz Sokolovega poročila o preiskavi izhaja, da je odločitev o eksekuciji sprejel jud Jakov Sverdlov (pravo ime: Jakél Solomon), in da je Lenin zanjo vedel. Eksekucijo je izvedla posobna skupina tajne boljševistične policije, ki jo je vodil Jakov Jurovski. Predsednik lokalnega sovjeta v Jekaterinburgu je bil Beloborodov (pravo ime: Waisbart), ki je bil tudi obveščen. Sokolovo poročilo se skoraj v vsem ujema s poročilom Jurovskega, razen v dveh podrobnostih. V kletni sobi Ipatieve hiše je Sokolov odkril dva nenavadna zapisa. Prvi je bil v nemščini, in sicer 21. verz Heinejeve pesnitve Besazar (Baltazar): »Belsatzar wurd in selbiger Nacht / Von seinen Knechten umgebracht ('Baltazarja so v isti noči ubili njegovi služabniki'). Verz se nanaša na 5. poglavje knjige preroka Danijela v Svetem pismu in govori o edinem nejudovskem Babilonskem kralju Baltazarju, ki je užalil boga Jehovo in bil zato umorjen. Njegov umor in razpad njegovega kraljestva je napovedala nevidna roka, ki je prerokbo napisla na steno. Zapis v Ipatievi hiši je pomenljiv tudi zato, ker je beseda Baltazar zapisana kot Belsatzar (torej car) in ne Belsazar, kot je zapisal Heine.
Drugi nepojasnjeni zapis, ki ga je odkril Nikolaj Sokolov so štiri črke, zapisane na steno kletnega prostora pri oknu. Ugotovil je, da gre za hebrejske znake, ki pomenijo: Tukaj je bila zaklana glava države in cerkve. Ukaz je bil izpolnjen.
Zanimivo je tudi to, da je Rusko cesarstvo, ki so mu rekli tudi Tretji Rim, uradno prenehalo obstajati na 15. marec, dan Marčevih id, ko je bil v Rimu umorjen Julij Cezar.      

## Pogreb Nikolaja II.
17. julija 1998, natančno 80 let po umoru, so bila trupla zadnjega ruskega carja Nikolaja II., njegove žene in otrok ter najožjega spremstva, pokopana v Sankt Peterburgu, v katedrali sv. Petra in Pavla. 

## Razglasitev svetništva
Leta 1981 je Ruska pravoslavna cerkev zunaj Rusije kanonizirala Nikolaja in njegovo neposredno družino kot mučenike. 14. avgusta 2000 jih je kanonizirala tudi Sinoda ruske pravoslavne cerkve, vendar jih ni imenovala za mučenike, kajti njihova smrt ni bila neposredna posledica njihove krščanske vere. Zato so bili kanonizirani kot zaščitniki vere. V izjavi Moskovske sinode, so bili povzdignjeni v svetnike iz naslednjih razlogov:
"V zadnjem pravoslavnem ruskem vladarju in članih njegove družine vidimo ljudi, ki so si resnično prizadevali živeti po pravilih evangelijev. V trpljenju, ki ga je prenašala kraljeva družina v zaporu s ponižnostjo, potrpljenjem in vztrajnostjo in v njihovi mučeniški smrti v Jekaterinburgu v noči 17. julija 1918 se je razkrila luč vere v Kristusa, ki premaguje zlo."

## Družina
Nikolaj in Aleksandra Fjodorovna (rojena princesa Alix hessenska) sta imela štiri hčerke in enega sina:
- Velika kneginja Olga (* 15. november 1895; † 17. julij 1918)
- Velika kneginja Tatjana (* 10. junij 1897; † 17. julij 1918)
- Velika kneginja Marija (* 26. junij 1899; † 17. julij 1918)
- Velika kneginja Anastazija (* 18. junij 1901; † 17. julij 1918)
- Carjevič in veliki knez Aleksej (* 12. avgust 1904; † 17. julij 1918)